# Пщев
Пщев (пол. Pszczew, нім. Betsche) — село в Польщі, у гміні Пщев Мендзижецького повіту Любуського воєводства.
Населення — 1893 особи (2011).
У 1975-1998 роках село належало до Гожовського воєводства.

## Демографія
Демографічна структура станом на 31 березня 2011 року:
|          | Загалом | Допрацездатний вік | Працездатний вік | Постпрацездатний вік |
| -------- | ------- | ------------------ | ---------------- | -------------------- |
| Чоловіки | 919     | 175                | 653              | 91                   |
| Жінки    | 974     | 169                | 589              | 216                  |
| Разом    | 1893    | 344                | 1242             | 307                  |